# Зенги-Баба (крепость)

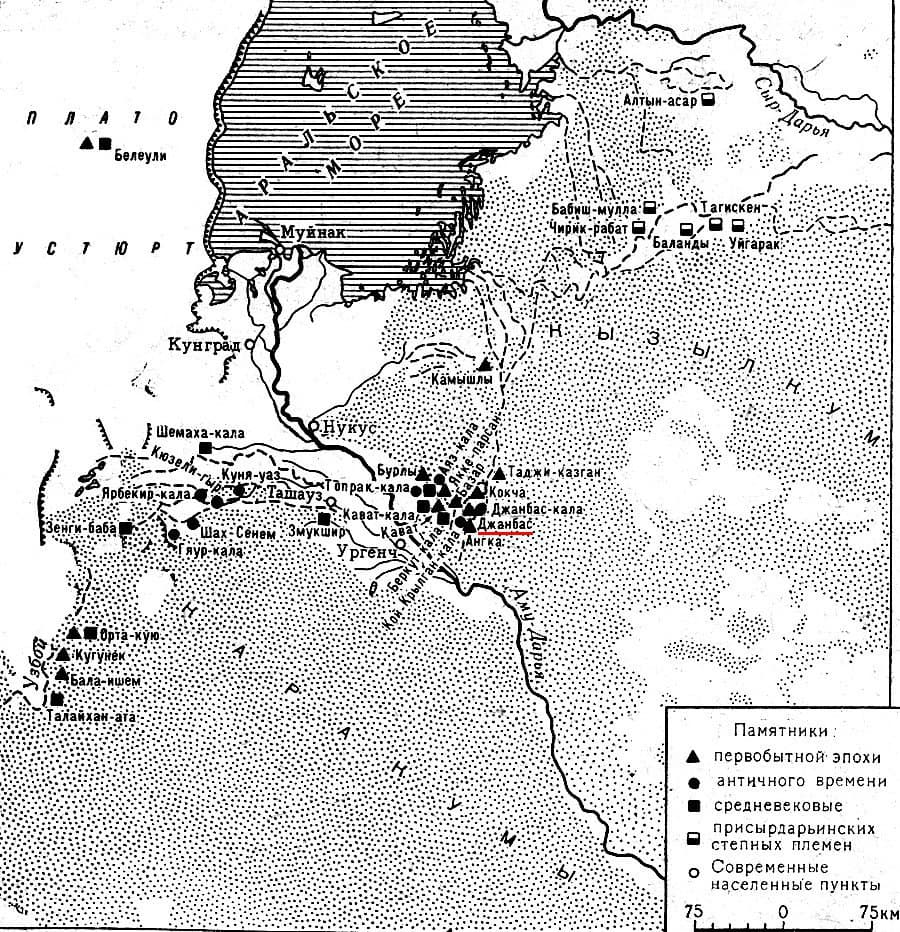
Зенги-Баба на карте городов Хорезма

Зенги-Баба (туркм. Zeňňi baba) — средневековая крепость, расположенная в Дашогузском велаяте Туркменистана, в юго-восточной части Сарыкамышского озера. В прошлом являлась частью Хорезма.

## Описание
Зенги-Баба является наиболее ранним из средневековых памятников, обнаруженных в районе Сарыкамыша. Крепость представляет собой мощное сооружение, прямоугольное в плане и сложенное из известняковых плит размером 35 м на 40 м. При исследовании крепости, ученые пришли к выводу, что строительная техника и керамика указывает на то, что крепость строилась в XII или начале XIII вв. Согласно мнению С. П. Толстова, крепость была возведена в период существования Государства Хорезмшахов как одно из пограничных оборонительных сооружений.

## История
По всей видимости, крепость Зенги-Баба была разрушена во время нашествия войск Чингиз-хана на Среднюю Азию в XIII в. В XIII—XIV в. крепость пережила второе рождение, однако данный период продолжался недолго и в конце XIV — начале XV в. крепость была затоплена водами Сарыкамышского озера.